# ポー平原遠征
ポー平原遠征は、第二次ポエニ戦争終盤の紀元前203年に、イタリア北西部でカルタゴのマゴ・バルカがローマ軍に対して実施した軍事行動である。マゴはハミルカル・バルカの息子で、ハンニバルの弟にあたる。マゴは2年前にリグリアのジェヌア（現在のリグーリア州ジェノヴァ）に上陸し、北イタリアにローマ軍を誘引することにより、間接的にローマのカルタゴ侵攻を阻止しようとしていた。マゴはリグリア人、ガリア人、エトルリア人の間を動き回り、ローマの支配に対する敵意を再燃させることに成功していた。ローマは大軍を北イタリアに派遣せざるを得なくなり、インスブリア（現在のロンバルディア州）で戦闘となった。マゴは敗北し撤退した。カルタゴ侵攻を阻止するというもくろみも、（ローマ元老院の全面支援を受けていたわけではなかったが）スキピオ・アフリカヌスがカルタゴ背後に上陸し、現地のカルタゴ軍を一掃しており、失敗に終わった。スキピオに対抗するため、カルタゴ本国はマゴとブルティウム（現在のカラブリア州）に滞陣していたハンニバルを呼び戻した。しかし、戦争終了後も数年間、残存カルタゴ兵はガリア・キサルピナにおいて、ゲリラ活動を続けた。

## 背景
イリッパの戦いの敗北後、マゴはイベリア半島最後のカルタゴ根拠地であるカディル（現在のカディス）に滞在していた。イベリアを再確保するというマゴの希望は、スキピオがイベリアの抵抗運動を鎮圧したために潰えてしまった。このため、カルタゴ本国はマゴに対して、イベリアを放棄して北イタリアに侵攻し、そこで南イタリアのハンニバルと呼応して戦うように命令した。
この作戦はカルタゴにとって、危機的な状況にあった戦争の主導権を取り戻す最後の機会であった。紀元前211年/210年に、ローマはシチリアを奪回しており、紀元前207年にはハンニバルとの合流を試みたハスドルバル・バルカがメタウルスの戦いで敗北・戦死、さらにイベリア半島を占領したことにより、ローマはカルタゴに圧力をかけるだけでなく、戦争継続のための資源を拡大していた。開戦以降初めて、カルタゴ本国はローマ軍の攻撃に対して脆弱な状態となった。
マゴのもとには新たな傭兵を雇用するための軍資金が送られてきたが、大軍を編成するには十分ではなかった。このため、カディルの公共資産だけではなく、寺院の資産も供出させる必要があった。また、カルタゴ・ノウァ（現在のカルタヘナ）に対する海上からの襲撃にも資金が必要であった。この攻撃は失敗に終わり、マゴがカディルに戻ると城門が閉じられていた。このため、マゴはバレアレス諸島に向かい、メノルカ島に冬営地を設置した。

## マゴのポー平原遠征
紀元前205年の夏、カルタゴ艦隊が突然にリグリアの海岸に出現した。軍艦30隻に加えて多くの輸送船を伴っており、14,000の陸上兵力を輸送していた。奇襲によってゲノアを陥とし、イングアニ族の土地に入り同盟関係を樹立した。また、エパンテリ族とも反ローマ同盟を結んだ。
リグリアとガリア・キサルピナはマゴの作戦に最適であった。第二次ポエニ戦争勃発前にも、ローマはポー平原で現地部族に対する勝利を収めており、殖民都市の建設を始めてはいたが、この土地のガリア人を完全に支配することはできていなかった。インスブリ族とボイイ族に率いられたガリア人は、ハンニバルの侵入（紀元前218年）直前にも反乱を起こしており、後にはハスドルバルの軍に加わっていた（紀元前207年）。ハンニバルの弟であるマゴが到着した紀元前205年も同様であった。「マゴの軍は日に日に拡大していった。名前からしてガリア人と思われる人々があらゆるところから集まってきた」この情報を得て、ローマ元老院は重大な懸念を抱き、2つの軍をアリミヌム（現在のリミニ）とアッレティウム（現在のアレッツォ）に派遣し、マゴの南下を阻止しようとした。
ローマはメタウルスの戦いの勝利によりガリア・キサルピナを征服したが、それを活用することに失敗した。しかし、マゴの上陸による危険は過大評価すべきではなかった。カルタゴからの援軍を受け取った後でも、カルタゴ軍の兵力は兵7,000、戦象7頭、軍艦25隻に過ぎず、ローマ軍の防衛線を打ち破るには全く不足していた。これがマゴがカルタゴ本国が望んだ、南下してハンニバルと合流するという目的を達成できなかった理由である。
同年（紀元前205年）の夏にスキピオの副官（レガトゥス）であるガイウス・ラエリウスがアフリカに上陸し、ヒッポ・レギウス（現在のアンナバ）付近を略奪したために、この状況に拍車がかかった。スキピオ自身によるアフリカ侵攻を阻止するため、カルタゴはあらゆる手段を講じた。背後の安全を確保するために、ヌミディアとの関係を再構築した。ローマ軍をイタリアに引き付けておくために、ブルティウムのハンニバルとインスブリアのマゴに援軍が送られ、マケドニアのピリッポス5世に外交使節を送り、イタリアまたはシチリアへの攻撃を依頼した。しかし、これらの試みの効果は大きくなかった。ピリッポスはプブリウス・センプロニウス・トゥディタヌスと講和して第一次マケドニア戦争は終了し、紀元前204年にスキピオはアフリカに上陸した。外部からの援助が期待できず、マゴもハンニバルもローマ軍に大きな圧力をかけることは出来なかった。ハンニバルとマゴの兄弟は、強大なローマ軍を挟んで南北に大きく隔たっていた。
マゴは、2年前に兄のハスドルバルに与えられたのと同じ使命を果たすことを求められていた。メタウルスでのハスドルバルの戦死を踏まえて、ローマ軍に対する攻撃は十分に準備された後に行うべきと考えた。このため、ガリア人とリグリア人の首長達との会談を持ち、マゴの使命は彼らをローマから解放することであることを確認し、しかしそのためにはさらに多くの兵が必要であると訴えた。リグリア人は直ちに賛同したが、ガリア人は国境及び領内をローマ軍に脅かされているために、表立って反乱を起こすことは拒否した。その代わり、秘密裏に補給物質と傭兵を提供し、マゴの兵力は多少は拡大した。
同じころ、プロコンスルのマルクス・リウィウス・サリナトルがエトルリアからガリア・キサルピナに移動して、センプロニウス・ルクレティウスと合流し、マゴの進路を遮断した。しかし、リウィウスは防御態勢に徹していた。このため紀元前204年には大きな動きはなかった。マゴは兵力不足であり、ローマも長年の戦争に疲弊し、戦意も落ちていた。
ラテン人の同盟都市の幾つかは、数年前からローマに兵・軍資金を提供するのを拒否しており、ローマの軍司令官はこれの対応に追われていた。このため、新しい兵の徴集を進める必要があった。紀元前204年の執政官の一人であるプブリウス・センプロニウス・トゥディタヌスは、ハンニバルに対抗するためにブルティウムに派遣され（クロトナの戦い）、もう一人のマルクス・コルネリウス・ケテグスは、エトルリア都市に反乱を起こさせるというマゴの謀略を阻止するために、エトルリアに留まる必要があった。

## インスブリアの戦い
紀元前203年、両軍は行動を開始した。プロコンスルのケテグスとプラエトルのウァルスはマゴに対抗するために4個軍団を率いてインスブリア族の土地（現在のミラノから遠くない場所）に入った。リウィウスの『ローマ史』によると、両軍とも2段構えの戦列を敷いた。ローマ軍は2個軍団を前方に、残り2個軍団と騎兵を後方に配置した。マゴは、裏切りの可能性を考慮してガリア兵を後方に配置し、また数頭の戦象も後方に置いた。現代の研究では、マゴの兵力は30,000以上であったと推測されている。
戦闘が開始されると、カルタゴ軍の前方戦列は健闘したが、後方のガリア兵は信頼できないことが判明した。ローマ軍はカルタゴ軍戦列を突破しようとしたが、失敗し逆に押し返された。そこで、ウァルスは騎兵（3,000ないし4,000）をカルタゴ軍戦列に突撃させ、混乱させようとした。しかしながら、マゴはこれを予測しており、戦象を前進させた。このためローマ騎兵の馬は恐怖に襲われ、散り散りになってしまった。これをヌミディアの軽騎兵が追撃した。続いて戦象はローマ歩兵に向かい、重大な損害を与えた。しかし、ケデグスが後方のローマ軍団を投入すると、カルタゴ軍の形勢は不利となった。戦象は投槍で攻撃され、多くは死にまた残りはカルタゴ軍に突っ込んだ。マゴはガリア兵にローマ軍の反撃を止めるように命じたが、失敗した。
リウィウスによると、カルタゴ軍は5,000を失って撤退した。加えて、マゴの大腿に槍が刺さり、瀕死の重傷を負った。他方、ローマ軍の損害も少なくなく、完勝というわけでもなかった。前方の2個軍団は2,300を失い、また後方の部隊も損害を受けた。この中には3人のトリブヌス（上級指揮官）が含まれる。騎兵の多くも戦死し、多くのエクィテス（騎士階級）が、戦象に踏み潰された。その夜、マゴは敗北を認め、ローマ軍を戦場に残してリグリアの海岸まで撤退した。

## 評価
勝利を得た場合に得られるはずであったものを考慮すると、マゴの挫折は重大であった。（マゴも戦った紀元前218年のトレビアの戦いでは、カルタゴの勝利の後ガリア・キサルピナで反乱が起こり、多くのガリア人がカルタゴ軍に加わり、その兵力をもっての南進が可能となった）ローマはポー平原の支配を続け、戦争初期の状況の再現はできなかった。これはローマ軍のアフリカ侵攻という点から見て重要であった。スキピオ・アフリカヌスのウティカの戦いとバグラデス川の戦いでの勝利と、ポー平原でのマゴの敗北は、スキピオがアフリカに留まり続けることを可能にしただけでなく、マゴ自身が祖国防衛のためにカルタゴに戻らざるを得なくなった。カルタゴからの命令を受け取ったマゴは、兵の一部を率いてアフリカに向かって出帆した。
いくつかの資料では、戦傷のためにマゴは航海の途中で死亡したとされているが、別の記録では出帆後すぐにリグリアに戻り、少なくとも2年間滞陣していたとされる。第二次ポエニ戦争終了後も5年間に渡って、ローマ軍は北イタリアでカルタゴの残党と戦う必要があった。紀元前203年のマゴの敗北は、ガリア人がローマからの独立を維持しようとする最後の試みであった。

## 参考資料
- ウィキソースには、From the Founding of the City (1905) by Livy, (transl. Canon Roberts)の原文があります。.
- Livy, The History of Rome, Vol. IV (ed. E. Rhys, transl. C. Roberts), available at University of Virginia Library Electronic Text Center, retrieved on 2007-10-3
- Cassius Dio, Roman History, on Bill Thayer's Web Site, LacusCurtius, retrieved on 2007-10-9
- Appian, Roman History, The Punic Wars, retrieved from "Livius Articles on Ancient History" on 2007-10-9
- Mommsen, Theodor, The History of Rome, Book III, The Gutenberg Project eBook, retrieved on 2007-09-30 (in German)
- Caven, Brian, The Punic Wars, Weidenfeld and Nicolson, London 1980, ISBN 0-297-77633-9
- Smith, William (ed.), Dictionary of Greek and Roman Biography and Mythology, made available by the University of Michigan, retrieved on 2007-10-3
- Тит Ливий, История Рима от основания города
- Кораблев, И.Ш., Ганнибал, Москва, "Наука", 1976, с. 284, 289-290, на сайте Студенческого научного общества